# Android Inc.
Android Inc. är ett amerikanskt företag som utvecklar mjukvaror för mobila enheter. Bolaget har bland annat skapat ett operativsystem, kallat Android. Bolaget grundades 2003  i Palo Alto, Kalifornien av bland andra Andy Rubin. Sedan juli 2005 är det ett dotterbolag till Google.